# Huitième circonscription de la préfecture de Saitama
La huitième circonscription de la préfecture de Saitama (埼玉県第8区, Saitama-ken dai-hachi-ku) est l'une des seize circonscriptions législatives que compte la préfecture de Saitama au Japon.

## Description géographique
Entre 1994 et 2013, la huitième circonscription de la préfecture de Saitama regroupait la ville de Tokorozawa et une partie du district d'Iruma correspondant aux bourgs d'Ōi et Miyoshi.
Entre 2013 et 2022, elle réunissait la ville de Tokorozawa, une partie de la ville de Fujimino et le bourg de Miyoshi.
Depuis 2022, elle comprend les villes de Tokorozawa et Fujimino et le bourg de Miyoshi.

## Députés
| Législature | Début de mandat | Fin de mandat | Député élu             | Parti politique | Parti politique |
| ----------- | --------------- | ------------- | ---------------------- | --------------- | --------------- |
| 41e         | 1996            | 2000          | Masayoshi Namiki (ja)  |                 | Shinshintō      |
| 42e         | 2000            | 2003          | Atsushi Kinoshita (ja) |                 | PDJ             |
| 43e         | 2003            | 2004          | Masanori Arai (ja)     |                 | PLD             |
| 43e         | 2004            | 2005          | Masahiko Shibayama     |                 | PLD             |
| 44e         | 2005            | 2009          | Masahiko Shibayama     |                 | PLD             |
| 45e         | 2009            | 2012          | Masatoshi Onozuka (ja) |                 | PDJ             |
| 46e         | 2012            | 2014          | Masahiko Shibayama     |                 | PLD             |
| 47e         | 2014            | 2017          | Masahiko Shibayama     |                 | PLD             |
| 48e         | 2017            | 2021          | Masahiko Shibayama     |                 | PLD             |
| 49e         | 2021            | 2024          | Masahiko Shibayama     |                 | PLD             |
| 50e         | 2024            | -             | Masahiko Shibayama     |                 | PLD             |